# Arnošt Tvarůžek
Arnošt Tvarůžek (8. ledna 1865 Třebíč – 17. května 1936 Třebíč, jinak také Arnošt Třebíčský) byl český politik a duchovní, počátkem 20. století poslanec Moravského zemského sněmu a Říšské rady za Katolickou národní stranu na Moravě.

## Biografie
Pocházel ze starousedlé živnostnické rodiny z Třebíče. Otec provozoval krupařství. Arnošt Tvarůžek vystudoval v Třebíči čtyři roky gymnázia, pak nastoupil na Slovanské gymnázium v Brně. Zde maturoval a roku 1884 zahájil teologická studia. V roce 1887 byl v Brně vysvěcen na kněze. Dva a půl roku následně působil na postu kaplana v Komárově u Brna a potom v letech 1889–1899 na zámku v Třebíči. Byl také již za Rakouska-Uherska politicky aktivní v Katolicko národní straně na Moravě, do níž vstoupil roku 1896. Na schůzi konané 20. června 1897 založil Katolicko-politickou jednotu pro politický okres třebíčský a zastával v ní funkci jednatele, později předsedy. Roku 1898 se během oslav 100. výročí narození Františka Palackého v Třebíči seznámil s předákem moravských katolíků Mořicem Hrubanem. Spolu s Janem Jílkem se angažoval v katolickém dělnickém hnutí. Působil rovněž v třebíčské pobočce Jednoty katolických tovaryšů, kde byl zpočátku členem výboru, v roce 1892 místostarostou jednoty a od roku 1897 jejím starostou (až do roku 1921). Pomocí sbírky zajistil jednotě spolkový dům.

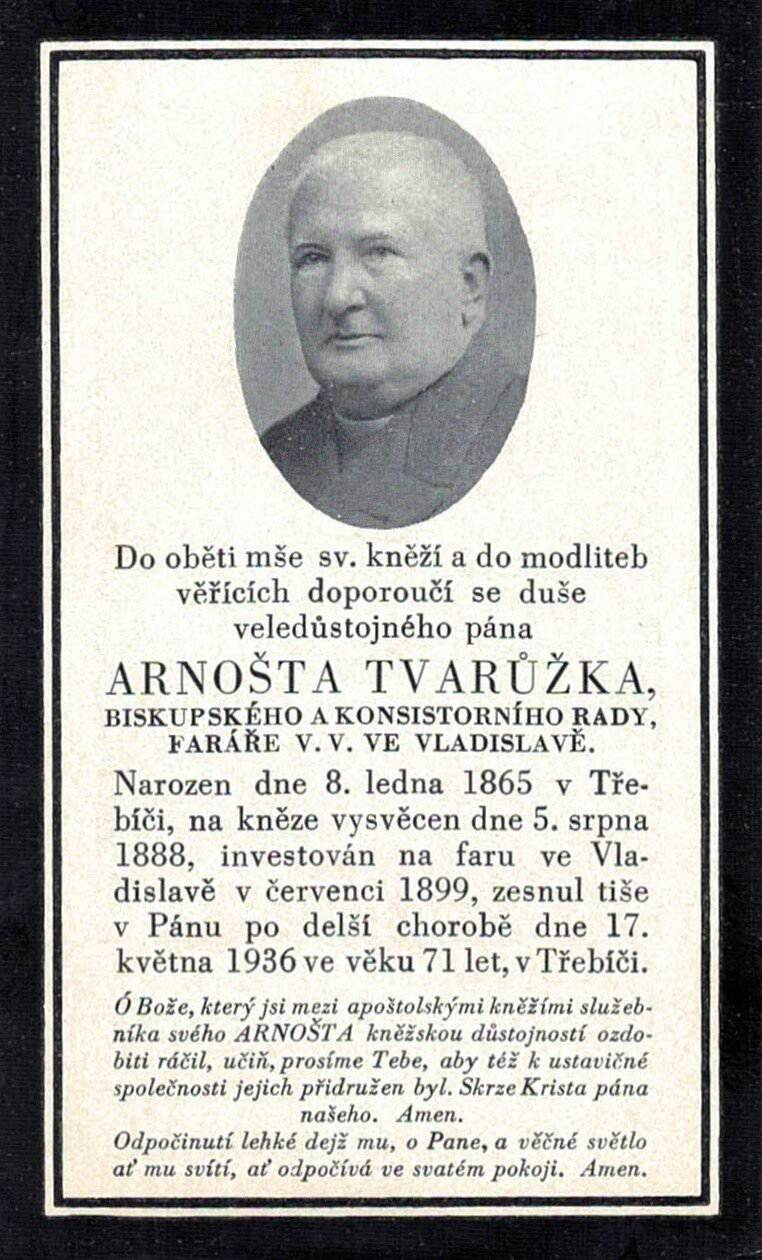
Úmrtní oznámení z roku 1936

Od února 1899 byl farářem v třebíčské Vladislavi, kde působil až do roku 1934. Zajistil opravu fary a kostela. Byl rovněž aktivní v místním spolkovém životě (Spořitelní a záloženský spolek). Za zásluhy získal titul biskupského a konzistorního rady.
Zastával úřad poslance Moravského zemského sněmu, kam byl zvolen v zemských volbách roku 1906 za katolicko národní stranu v obvodu venkovských okresů Třebíč a Náměšť nad Oslavou. Na zemském sněmu zasedal v komunikačním, petičním, zdravotním a finančním (od roku 1910) odboru. Ve volbách do Říšské rady roku 1907 se také stal poslancem Říšské rady (celostátní parlament), kam byl zvolen za český okrsek Morava 26 (venkovské obce okresů Třebíč, Náměšť nad Oslavou, Moravské Budějovice a Jemnice), když porazil agrárního protikandidáta Františka Němce. Usedl do poslanecké frakce Český katolicko-národní klub. Ve vídeňském parlamentu setrval do konce funkčního období sněmovny, tedy do roku 1911. Po roce 1910 se na Moravě utvořil silný protikatolický blok českých stran, které navzájem podporovaly své kandidáty proti klerikálním kandidátům. Ve volbách do Říšské rady roku 1911 i zemských volbách na Moravě roku 1913 tak byli mnozí katoličtí politici vyřazeni ze zákonodárných sborů. To se týkalo i Arnošta Tvarůžka. Krátce před koncem svého mandátu v zemském sněmu se zapletl do ostré polemiky s agrárníky. František Staněk ho úspěšně zažaloval za urážku na cti.
Používal pseudonym Arnošt Třebíčský a publikoval v katolickém a politickém tisku. Taktéž přispíval do řady teologických a politických časopisů. Je autorem souboru veršovaných pověstí Třebíčska Květy našeho kraje (1914), básnické sbírky Z římské pouti, románu Světlo a historických divadelních her Dcera Hynka z Valče (1925) a Svatý Václav.
V roce 1934 odešel do penze. Zemřel v květnu 1936 po záchvatu mrtvice. Jeho pohřeb se konal za velké účasti veřejnosti a politické scény.